# Akonadi
Akonadi 是一個可擴展的個人信息管理系統（PIM）數據和元數據的跨桌面存儲服務，提供讀、寫和查詢服務。它提供了獨特的桌面廣泛目標識別和檔案檢索。 Akonadi將作為所有的PIM應用程式一個可擴展的數據存儲。在KDE 3所有的PIM應用程序有不同的數據存儲和處理方法，從而導致一些基本相同功能的實現。 除了數據存儲， Akonadi還有其他幾個組成部分，包括搜索和一個函式庫（緩存）作為方便使用和通知數據的變化。
Akonadi通訊藉由服務來擷取和傳送數據，而不是通過一個專門的應用程序API 。數據可以藉由模型設計取自Akonadi，旨在集合具體的數據（電子郵件，日曆，聯繫人等）。應用程序本身將檢視和編輯的數據顯示給用戶，讓他們来輸入數據。Akonadi也將支持應用程序的元數據創建。
由於Akonadi關注數據存儲和檢索，這是傳統上建立PIM應用程式的困難部份，讓PIM應用程序的發展容易得多。事實上，Mailody小組演示如何使用Akonadi創建一個郵件閱讀器，只花了10分鐘。

## 外部連結
- 通向KDE4之路（十七）：KDE PIM库和相关技术[永久]